# Polideportivo Ejido
A Club Polideportivo Ejido, a sajtóban sokszor egyszerűen Poli Ejido egy spanyol labdarúgócsapat. A klubot 1969-ben alapították, jelenleg a harmadosztályban szerepel.

## Története
A klubot 1969-ben alapították. Eleinte regionális bajnokságokban szerepelt, a negyedosztályba először 1987-ben került fel. A következő nagyobb siker a harmadosztály elérése volt 1991-ben, ám ekkor még csak három szezont tölthetett el itt.
Az 1999-2000-es szezontól kezdődően az Ejido két osztályt lépett fel két év alatt. Az első évben megnyerte a negyedosztály küzdelmeit. A következő évben második lett a harmadosztályban, ami szintén feljutást ért. 2001-től 2008-ig összesen hét szezont tölthetett el a másodosztályban, majd ismét kiesett a harmadosztályba.

## Jelenlegi keret
| # |     | Poszt | Név               |
| - | --- | ----- | ----------------- |
|   | ESP | K     | Valerio           |
|   | ESP | K     | Javi Ruiz         |
|   | ESP | K     | Guillermo Ubierna |
|   | ESP | V     | Escobar           |
|   | ESP | V     | Duque             |
|   | ESP | V     | Dani Hedrera      |
|   | ESP | V     | Manzano           |
|   | ESP | V     | Galiano           |
|   | ESP | KP    | Iosu Villar       |

| # |        | Poszt | Név              |
| - | ------ | ----- | ---------------- |
|   | ESP    | KP    | Miguel Centrón   |
|   | ESP    | KP    | Javilillo        |
|   | ESP    | KP    | Vicente Moscardó |
|   | ESP    | KP    | Dani Cara        |
|   | ESP    | KP    | Chema            |
|   | Szudán | KP    | Katxorro         |
|   | ESP    | CS    | Moreno           |
|   | ESP    | CS    | Arkaitz          |
|   | ESP    | CS    | Platero          |

## Statisztika
| Szezon      | Osztály    | Poz. | Copa del Rey |
| ----------- | ---------- | ---- | ------------ |
| 1969-70-től | Regionális | —    |              |
| 1986-87-ig  | Regionális | —    |              |
| 1987/88     | 3ª         | 3.   |              |
| 1988/89     | 3ª         | 7.   |              |
| 1989/90     | 3ª         | 3.   |              |
| 1990/91     | 3ª         | 2.   |              |
| 1991/92     | 2ªB        | 5.   |              |
| 1992/93     | 2ªB        | 14.  |              |
| 1993/94     | 2ªB        | 17.  |              |
| 1994/95     | 3ª         | 3.   |              |
| 1995/96     | 3ª         | 1.   |              |
| 1996/97     | 2ªB        | 17.  |              |
| 1997/98     | 3ª         | 2.   |              |

| Szezon  | Osztály | Poz. | Copa del Rey |
| ------- | ------- | ---- | ------------ |
| 1998/99 | 3ª      | 2.   |              |
| 1999/00 | 3ª      | 1.   |              |
| 2000/01 | 2ªB     | 2.   |              |
| 2001/02 | 2ª      | 18.  |              |
| 2002/03 | 2ª      | 13.  |              |
| 2003/04 | 2ª      | 18.  |              |
| 2004/05 | 2ª      | 13.  |              |
| 2005/06 | 2ª      | 15.  |              |
| 2006/07 | 2ª      | 11.  |              |
| 2007/08 | 2ª      | 22.  |              |
| 2008/09 | 2ªB     | 3.   |              |
| 2009/10 | 2ªB     | 4.   |              |
| 2010/11 | 2ªB     | —    | Legjobb 64   |

## Ismertebb játékosok
| - Ildefons Lima - Gabriel Bordi - Pablo Guede - Luciano Leguizamón - Javier Mazzoni - Mariano Toedtli - Avimiled Rivas - Jurica Vucko - Gerhard Poschner - Éger László - Antonio de Nigris | - Gerardo Torrado - Stephen Sunday - Mirosław Trzeciak - Joaquim Agostinho - José Calado - Dennis Şerban - Hristo Vidakovic - Alpaslan Kartal - Alejandro Traversa - Félix Hernández |

## Külső hivatkozások
- Hivatalos weboldal (spanyolul)
- Futbolme (spanyolul)